# Marshall J. Becker
Pour les articles homonymes, voir Becker.
Marshall Joseph Becker, né le 14 mai 1938 à New York et mort le 27 novembre 2024, est un archéologue et anthropologue américain. 

## Biographie
Marshall Joseph Becker est diplômé de la University of Pennsylvania en anthropologie, où il a également obtenu son doctorat. Il a d'abord enseigné à l'Université de Toledo, où ses études ont porté principalement sur les Amérindiens. Professeur emeritus d'anthropologie à la West Chester University, a également consacré de nombreuses études aux civilisations européennes anciennes, y compris les Étrusques,,.

## Publications (principales)
- Theories of ancient Maya social structure : priests, peasants, and ceremonial centers in historical perspective, Dept. of Anthropology, University of Northern Colorado, 1979
- (par Giuseppe Nenci), Alla ricerca di Entella, Pisa, Scuola normale superiore di Pisa, 1993.
- Etruscan gold dental appliances : three newly Discovered examples, 1995.
- (avec Philip P. Betancourt), Richard Berry Seager : archaeologist and proper gentleman, 1997.
- (avec Jean MacIntosh Turfa and Bridget Algee-Hewitt) Human remains from Etruscan and Italic tomb groups in the University of Pennsylvania Museum, Pisa, Fabrizio Serra editore, 2009.
- (avec Jonathan C. Lainey) The White Dog sacrifice : a post-1800 rite with an ornamental use for wampum, Philadelphia, PA : American Philosophical Society , 2013.
- Etruscan Skeletal Biology and Etruscan Origins en A Companion to the Etruscans (eds S. Bell and A. A. Carpino), 2015.
- (avec Jean MacIntosh Turfa) The Etruscans and the history of dentistry : the Golden Smile through the ages, London : Routledge, Taylor & Francis Group, 2017.